# Georg Wrba

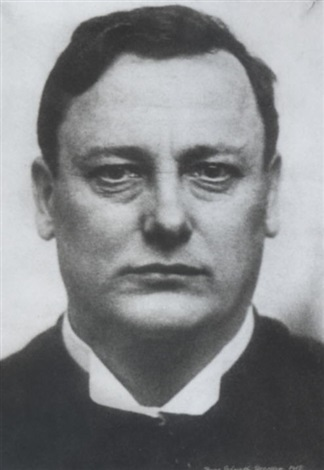
Georg Wrba (1917).
Foto von Hugo Erfurth

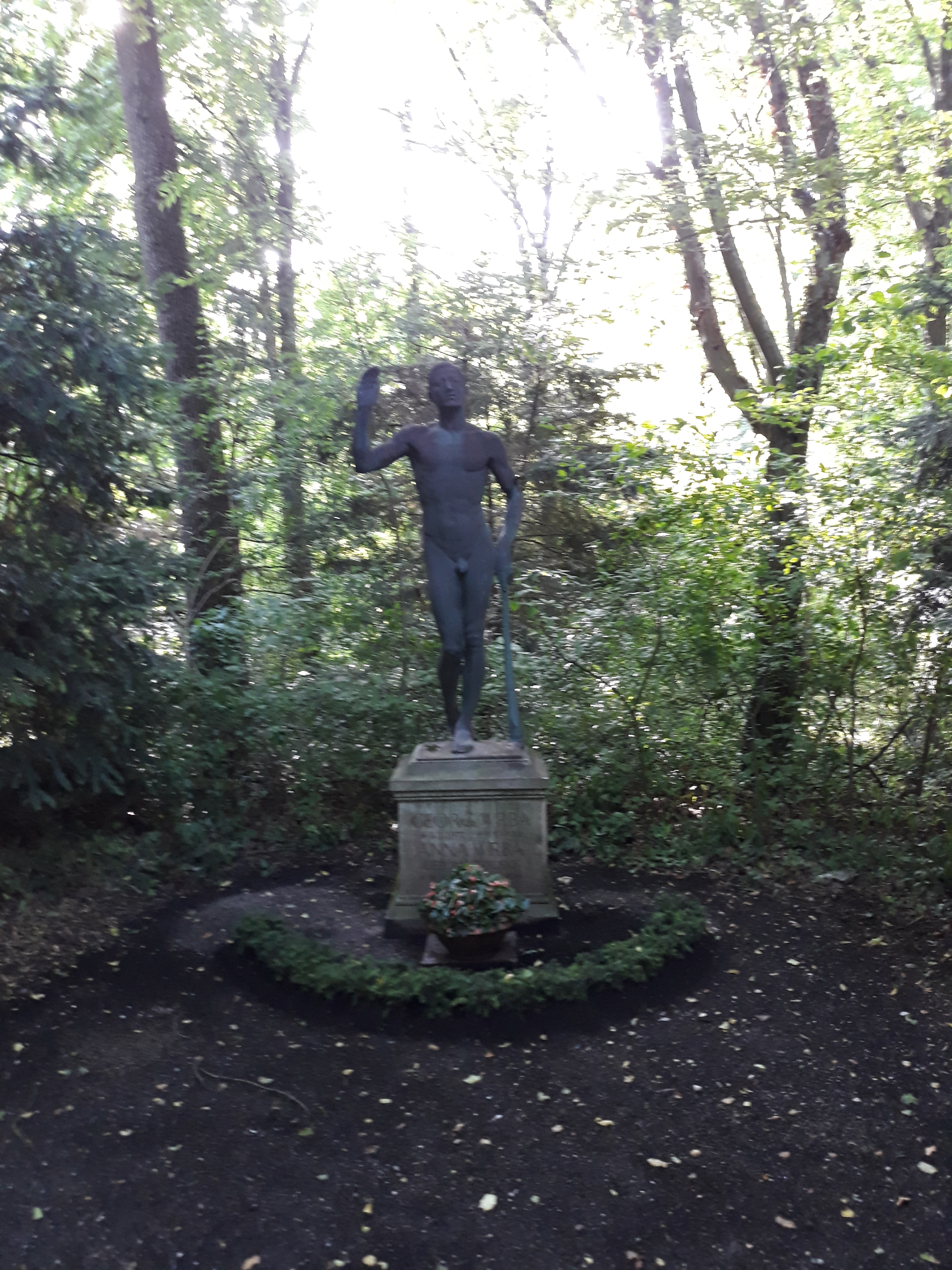
Das Grab von Georg Wrba und seiner Ehefrau Anna geborene Pantolsky auf dem Waldfriedhof München

Otto Gussmann: Porträt Georg Wrba

Georg Wrba in seinem Atelier mit Hugo Licht, Modell sitzend

Georg Wrba (* 3. Januar 1872 in München; † 9. Januar 1939 in Dresden) war ein deutscher Bildhauer, Medailleur und Grafiker. Er gehörte zu den bedeutenden deutschen Bildhauern des 20. Jahrhunderts und schuf weit über 3000 plastische Werke an 322 Objekten in gut 45 Städten und Ortschaften, unter anderem als Mitarbeiter der Zwingerbauhütte.

## Leben
Georg Wrba wurde als Sohn eines Schmiedes 1872 in München geboren. Sein 16 Jahre jüngerer Bruder Max Wrba war in Dresden als Architekt tätig, bis er bei einem Autounfall 1924 ums Leben kam.  1908 heiratete Georg Wrba Anna Pantolsky. Aus der Ehe gingen die Grafikerin Eva Wrba und der spätere Bildhauer und Architekt Hans Wrba hervor (Er ist als Apostel im Dom Wurzen an der Kanzel porträtiert).
Seine Ausbildung begann Wrba bei Jakob Bradl dem Älteren und dessen Sohn Jakob Bradl dem Jüngeren. Von 1891 bis 1896 studierte er an der Akademie der Bildenden Künste München. Nach einem Italienaufenthalt (mit Egon Rheinberger), durch ein Reisestipendium von Prinzregent Luitpold ermöglicht, ließ er sich 1897 als selbständiger Bildhauer in München nieder und wurde Leiter der städtischen Bildhauerfachschule. Wrba wurde schon als 29-Jähriger mit der bauplastischen Ausgestaltung des Neuen Rathauses zu Leipzig beauftragt. Georg Wrba war Mitglied des Deutschen Künstlerbundes. Er nahm bereits 1904 an der ersten DKB-Ausstellung im Münchener Kgl. Kunstausstellungsgebäude am Königplatz teil, deren Organisation mit Hilfe der Sezessionisten zustande gekommen war. 1905 wurde Wrba in München zum Professor berufen. 1906 und 1907 arbeitete er in Berlin, wo er Bauplastiken für die Architekten Ludwig Hoffmann und Alfred Messel schuf. 
Anschließend lehrte Wrba von 1907 bis 1930 als Professor und Nachfolger von Johannes Schilling an der Akademie für Bildende Künste Dresden. Die ersten Brunnenwerke entstehen in Hans-Erlwein-Bauten: 1908 im Wasserwerk Hosterwitz, 1909 an der Außenseite des Schulgeländes an der Gustav-Freytag-Straße und 1910 der Stierbrunnen am Schlachthof. Er verband die Dresdner Bildhauerschule mit den Reformideen des Deutschen Werkbundes. Bei der Dresdner Künstlervereinigung Die Zunft war er Gründungsmitglied. Diese strebten ein Zusammenwirken verschiedener Kunstformen an. Ornamentik lehnten sie als Selbstzweck ab, Malerei und Plastik sollten sich mit der Architektur verbinden. 1909 war er Gründungsmitglied und erster Vorsitzender der Künstlervereinigung Dresden. In Dresden errichtete er unter anderem den Marie-Gey-Brunnen in der Nähe des Hauptbahnhofs in der Dresdner Südvorstadt, den der Arzt Dr. Heinze für seine früh verstorbene Frau, eine Studentin an der Kunstakademie, gestiftet hatte. 1910 fertigte Wrba ein Gutachten für die Restaurierung und Ergänzung der fehlenden Teile des Zwingers an. Er leitete die Arbeiten von 53 Steinbildhauern zwischen 1911 und 1933 und schuf zahlreiche Figurengruppen nach lebendem Modell für den Zwinger.
1926 verlieh ihm die Technische Hochschule Dresden die Ehrendoktorwürde (als Dr.-Ing. E. h.).
Im Dezember 1930 bat Wrba um seine Entlassung als Leiter der Staatlichen Kunstakademie und Vorsitzender des Akademischen Rates, wozu gegen ihn erhobene Vorwürfe wegen sittlicher Verfehlung gegenüber einiger seiner Modelle beigetragen hatten.
Georg Wrba starb am 9. Januar 1939 in seiner Villa in Dresden-Blasewitz. In Dresden-Südvorstadt ist eine Straße nach ihm benannt. Sein Grab befindet sich auf dem Waldfriedhof in München.

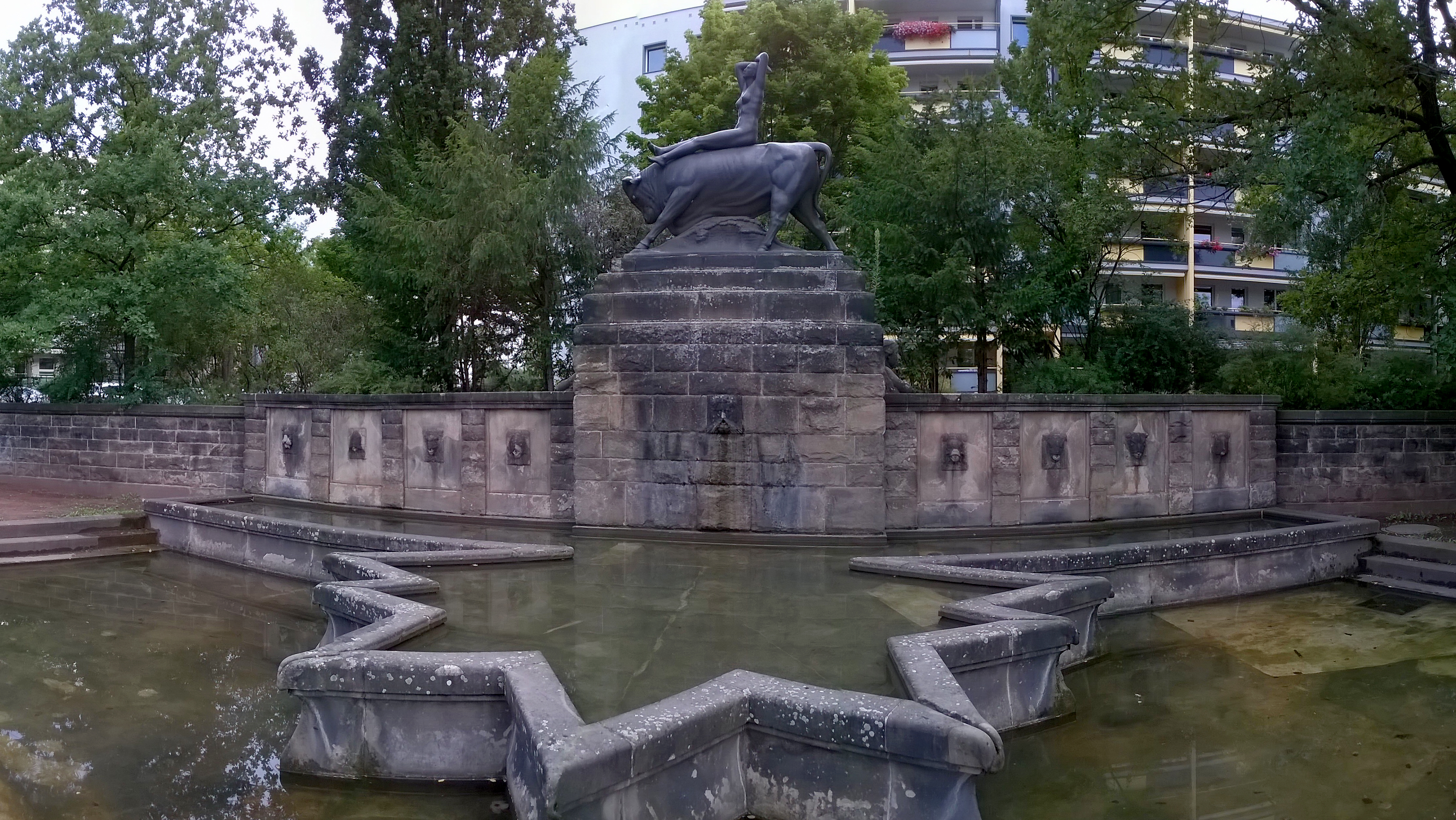
Europabrunnen

Viele Bronze-Arbeiten Wrbas fielen dem Metallbedarf während des Zweiten Weltkrieges zum Opfer wie etwa das Mädchen mit Gazelle im Rosengarten. Der Europa-Brunnen am Königsheimplatz, Wrbas größte Brunnenanlage, wurde 1944 demontiert und erst 1995 wieder vollständig rekonstruiert.

## Werke (Auswahl)
Georg Wrbas Werke umfassen vor allem Bau-, Brunnen- und Kleinplastiken.
- 1899: Seehund-Brunnen (Bronze), Berlin, im Innenhof des Rudolf-Virchow-Klinikums
- 1899: plastischer Schmuck am Brunnen des Bismarckturms am Starnberger See[8]
- um 1900: Figuren und Steinmetzarbeiten in der Pfarrkirche St. Maximilian in München[9]
- 1900: Diana auf der Hirschkuh, Kunsthalle Bremen
- 1900: Europa auf dem Stier, Kunsthalle Bremen
- 1902: Kriegerbrunnen in Nördlingen
- 1902: Fassadenschmuck für den Erweiterungsbau der Kunsthalle Bremen
- 1905: St.-Mang-Brunnen in Kempten (Allgäu)
- 1905: Marmorbüste Prinzregent Luitpold von Bayern
- 1906: Otto von Wittelsbach-Reiterstandbild, Wittelsbacherbrücke, München
- 1906: Hennebrunnen in Aschersleben
- 1906–1908: Putten für die Villa Wollner in Dresden
- 1906–1911: Beteiligung am bauplastischen Schmuck des Stadthauses in Berlin, u. a. Allegorien der Bürgertugenden und Gestaltung des Festsaales (Bärensaal)[10]
- 1907: allegorische Bronzegruppen als Bekrönung des Charlottenburger Tores bei der Charlottenburger Brücke, Berlin (Verbleib unbekannt)[11]
- 1907: zwei Marmorportale mit Allegorien in der Eingangshalle des Kaufhauses des Westens in Berlin
- 1907: Bildnisse von Georg Treu, Hans Erlwein, Otto Gussmann, Cornelius Gurlitt, Fritz Schumacher, Martin Dülfer
- 1908: Altarfigur Der Gute Hirte in der Versöhnungskirche in Dresden
- 1908: Rathausbrunnen am Neuen Rathaus in Leipzig
- 1909: Bismarck-Brunnen auf Marktplatz in Arnstadt
- 1909: Fassadengestaltung und Innenraumgestaltung des Krematoriums Dresden-Tolkewitz
- 1910: Diana auf der Hirschkuh, überlebensgroß, seit 1918 Stadtpark Hamburg
- 1910: Gruppe Bacchus auf trunkenem Esel und zwei sitzende Bronzelöwen mit Schilden an der Ostseite sowie Hietzigbrunnen an der Westseite des Neuen Rathauses in Dresden[12]
- 1910: Plastik der Aphrodite am Marie-Gey-Brunnen auf dem Friedrich-List-Platz in Dresden
- 1910: Relief Siegfrieds Einzug in Worms, Skulptur Volker von Alzey (beide erhalten) und weitere Bauplastiken am Cornelianum in Worms[13]
- 1910: bronzene Löwen vor dem Neuen Rathaus in Dresden
- 1910: Bauplastik an der Handelshochschule, heute Geschwister-Scholl-Haus, in Leipzig
- 1911: Rathausbrunnen am Neuen Rathaus in Dresden
- 1911/1913: Skulpturengruppe am Schauspielhaus Dresden
- 1912/1913: Beteiligung am Märchenbrunnen im Volkspark Friedrichshain in Berlin-Friedrichshain
- 1911–1933: künstlerischer Leiter der Restaurierungsarbeiten am Dresdner Zwinger
- 1911: Bronzebüste von Peter von Klemperer
- 1912: plastischer Schmuck am Erker, an den Portalen und am Brunnen im Hof des Rappolthauses in Hamburg[14]
- 1915: Entwurf eines Reiterstandbildes für König Georg, im Maßstab 1:1 aus Gips. Aufgrund des Weltkriegs kam der Entwurf nicht mehr zur Ausführung.
- 1917: Große Badende auf Muschelschale (Bronze, WV 191) für einen Landsitz in Klein Flottbek; seit 1928 am Schwimmbassin des Palazzo von Max Emden auf der Brissago-Insel am Lago Maggiore in der Schweiz
- 1918: Große Badende, Aschersleben
- 1918: Porträtbüste von Max Klinger
- 1921: Statuette Liebessehnsucht, Kunstgalerie Gera
- 1922: Bronzebüste von Carl Zeiß
- 1922: Europabrunnen auf dem Königsheimplatz in Dresden[15]
- 1922: Statuette Nackte Tänzerin, Sammlung Bleichert, Leipzig
- 1922: Bronzebüste von Gerhart Hauptmann
- 1922: Kleine Sitzende, Haar ordnend (WV 238)
- 1923: Bronzebüste von Alfred Tiedemann
- 1924: Der Kuss, in Privatbesitz (WV 264)
- 1925: Jägerdenkmal in Dresden, am 20. Juni 1947 beseitigt.
- 1925–1930: Ehrenmal für die Gefallenen des Ersten Weltkriegs auf dem Alten Friedhof in Wurzen[16] mit Oswin Hempel und Arthur Lange (1875–1929); die junge Sanitäterin stellt nach Wissensstand vom Mai 2015 Elsa Brändström dar[17][18]
- 1926: Mönckeberg-Brunnen in Hamburg (WV 273); Errichtung der Brunnenanlage (nach den Entwürfen in Zusammenarbeit mit dem Architekten Fritz Schumacher) 1914–1920; Ergänzung der seitlichen Bronzefiguren 1926 (1944 stark beschädigt; Rekonstruktion des Löwen durch den Bildhauer Philipp Harth 1965)[19]
- 1927: Die Sinnende, in Privatbesitz (WV 260,2)
- 1927: Figurengruppe Witwe mit zwei Kindern für das Kriegerdenkmal in Radebeul
- 1928: Schlagballspieler, in der Nähe des Wasserturm, westlich des Stations in Forst (Lausitz)[20]
- 1928: Läufer, in Privatbesitz (WV 290)
- 1929: Der Schnitter Tod für das Krematorium in Forst (Lausitz)
- 1929: Marktbrunnen in Rochlitz
- 1930/1934: Grabmale für Bruno Steglich und die Familie Wiede auf dem Friedhof in Trebsen
- 1932: umfangreiches Ensemble von Architekturplastik im Dom St. Marien zu Wurzen

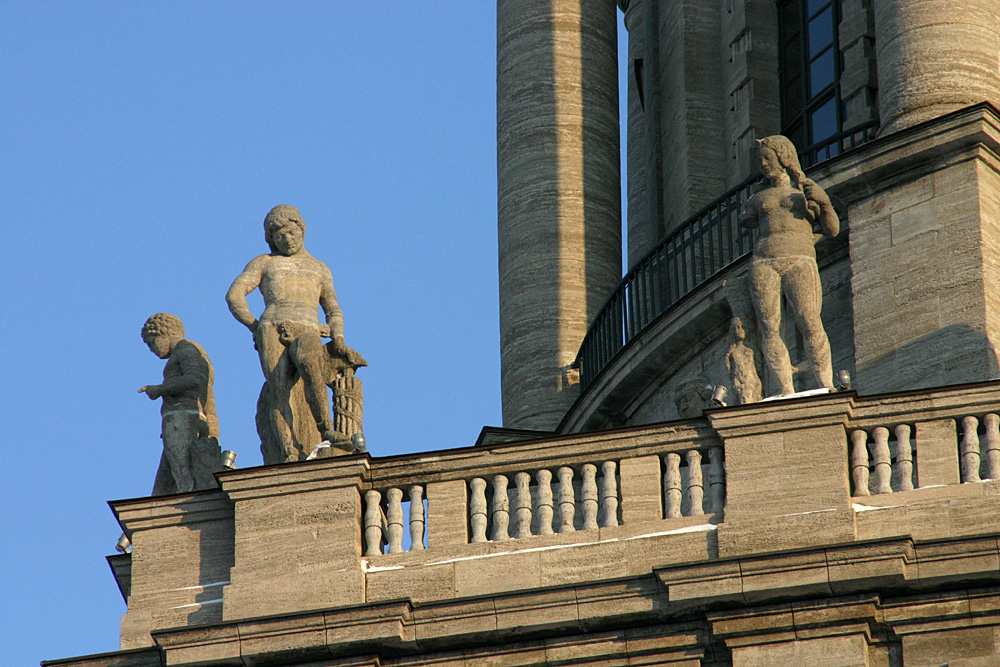
Allegorien der Bürgertugenden auf dem Alten Stadthaus in Berlin
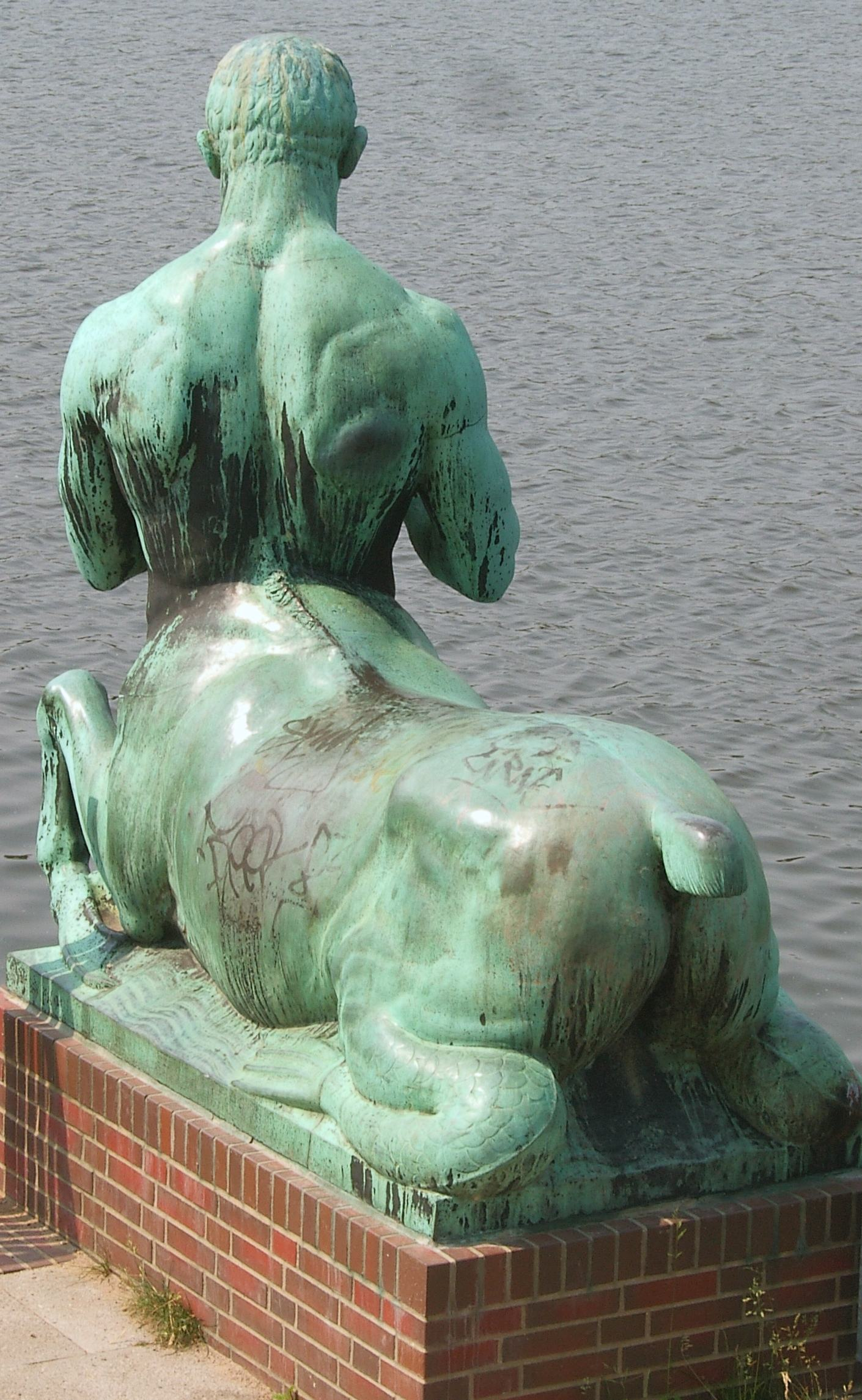
Zentaur „Triton“ (1912) im Hamburger Stadtpark
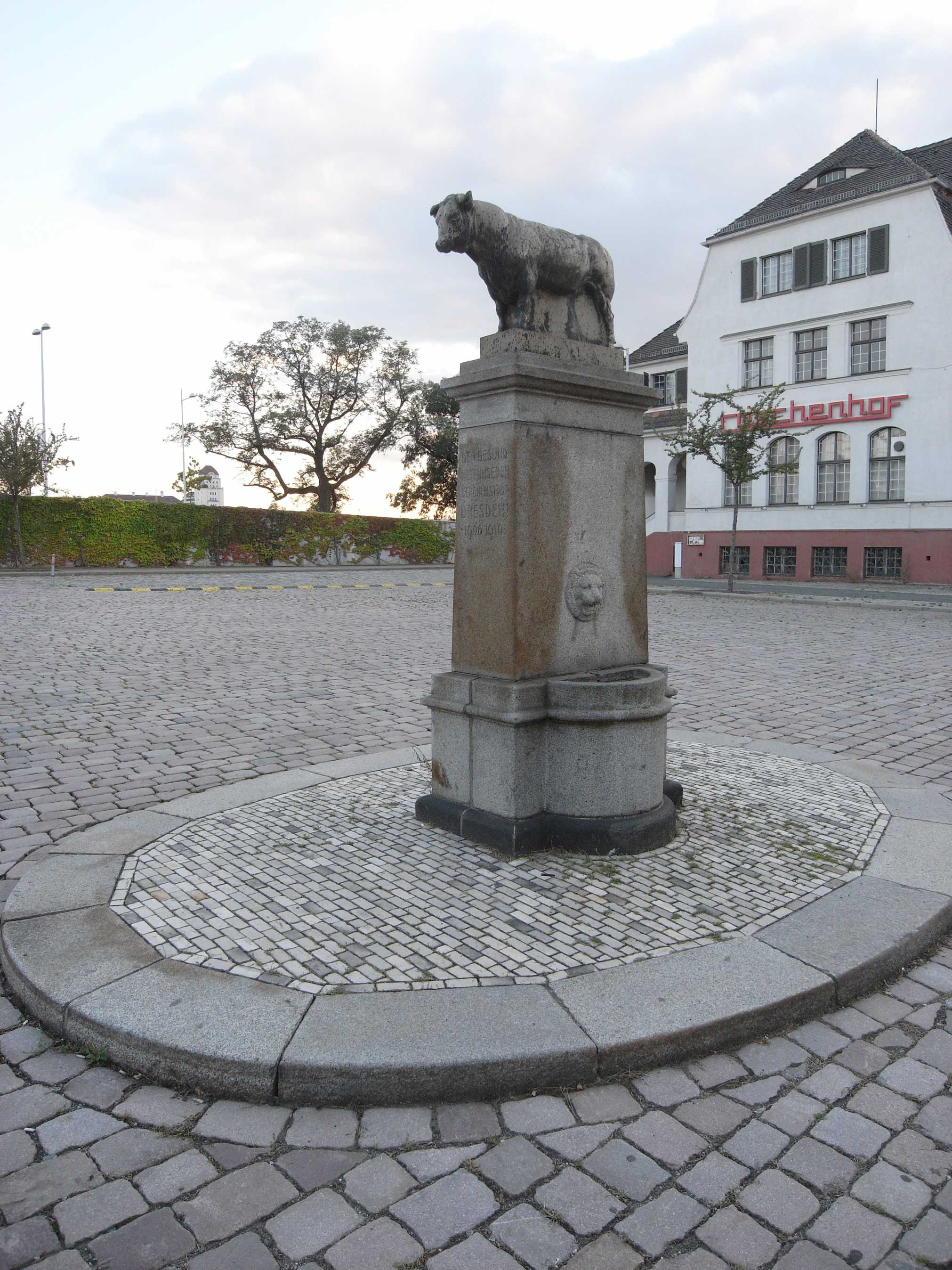
Stier-Brunnen vor dem ehemaligen Schlachthof Dresden
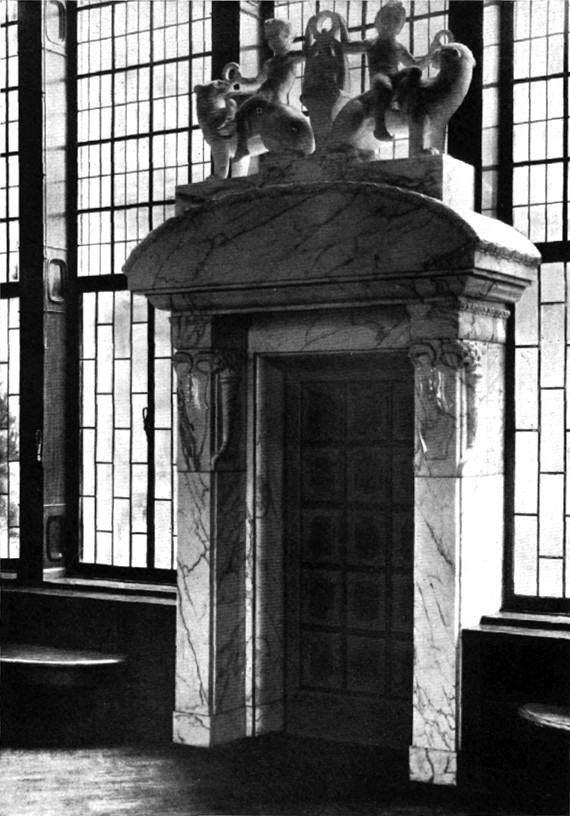
Seitliches Marmorportal in der Eingangshalle des KaDeWe, 1908
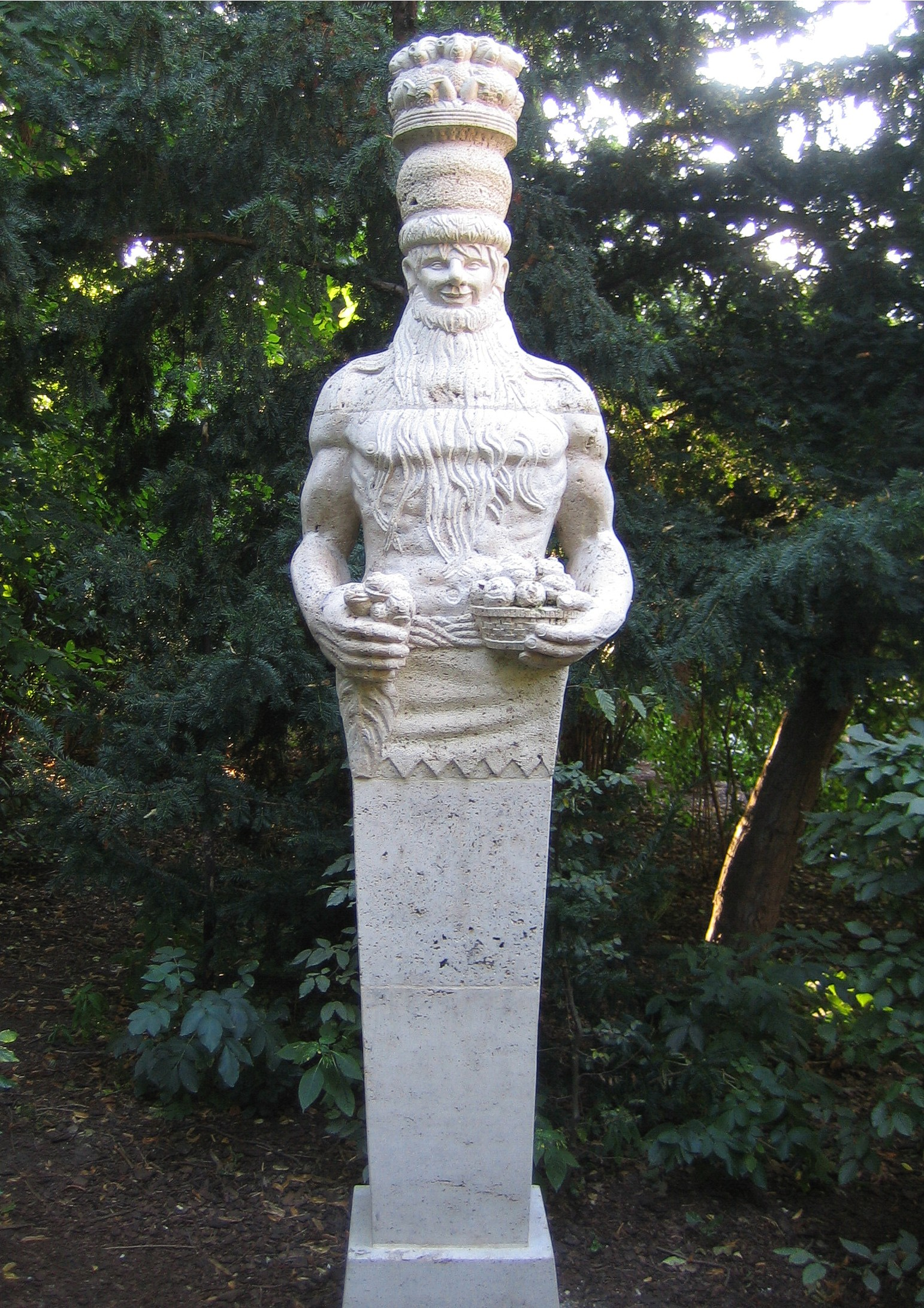
Herme neben dem Märchenbrunnen im Volkspark Friedrichshain
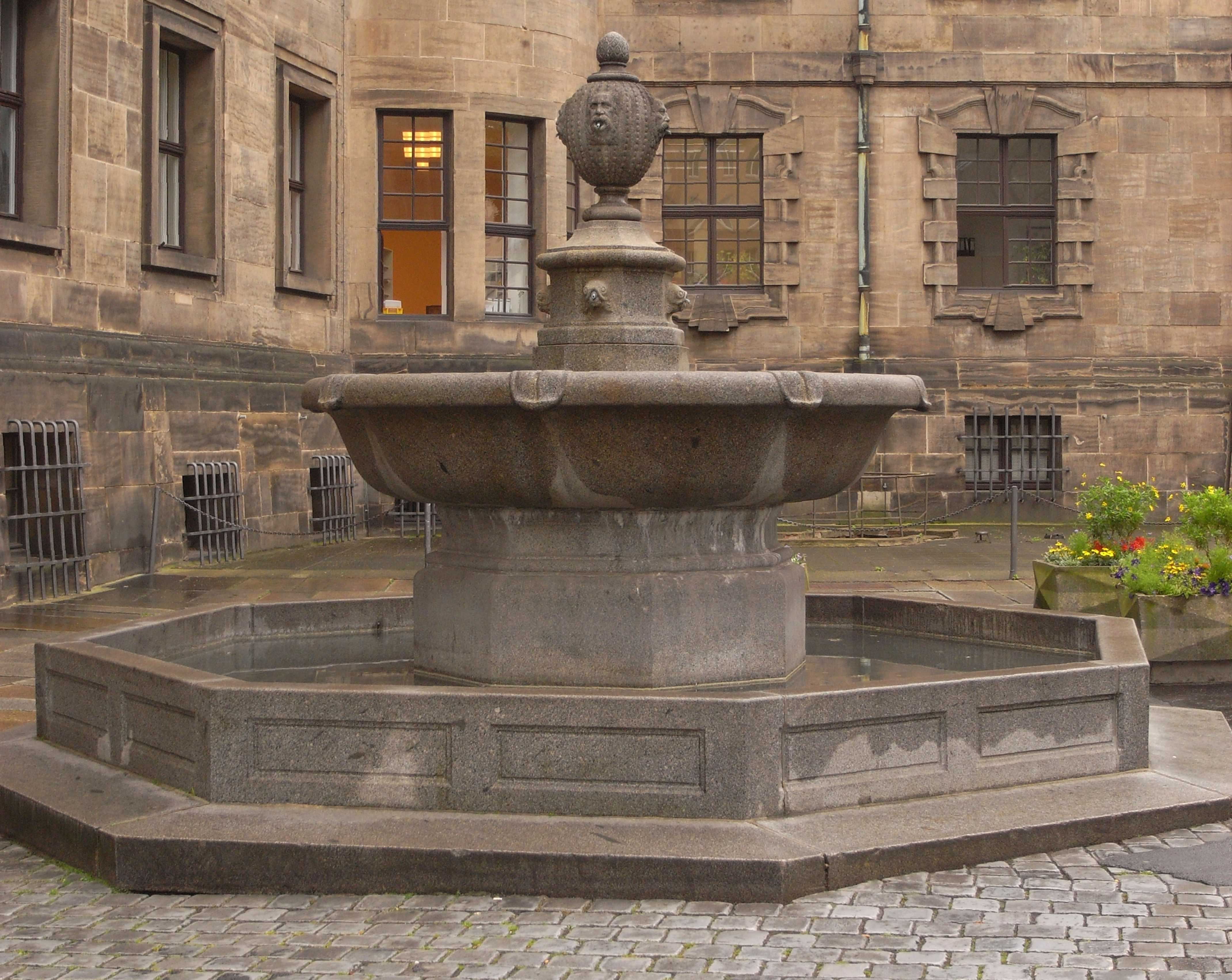
Rathausbrunnen am Neuen Rathaus von Dresden, 1911
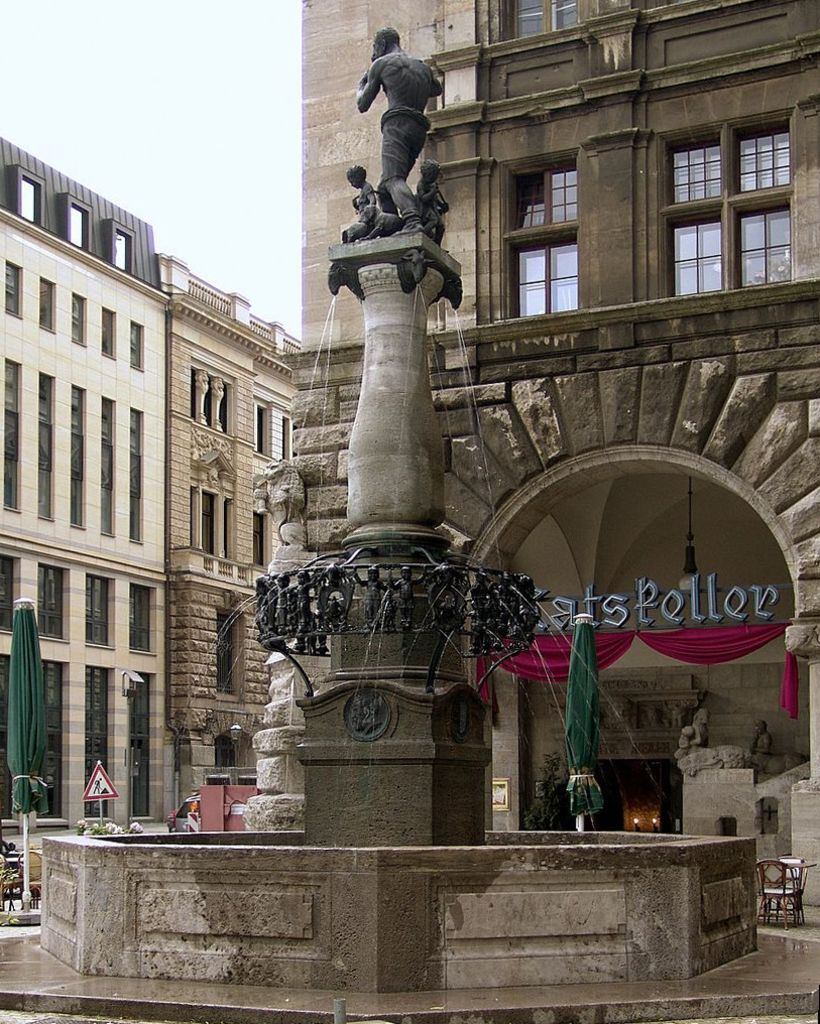
Rathausbrunnen auf dem Burgplatz am Neuen Rathaus in Leipzig, 1908
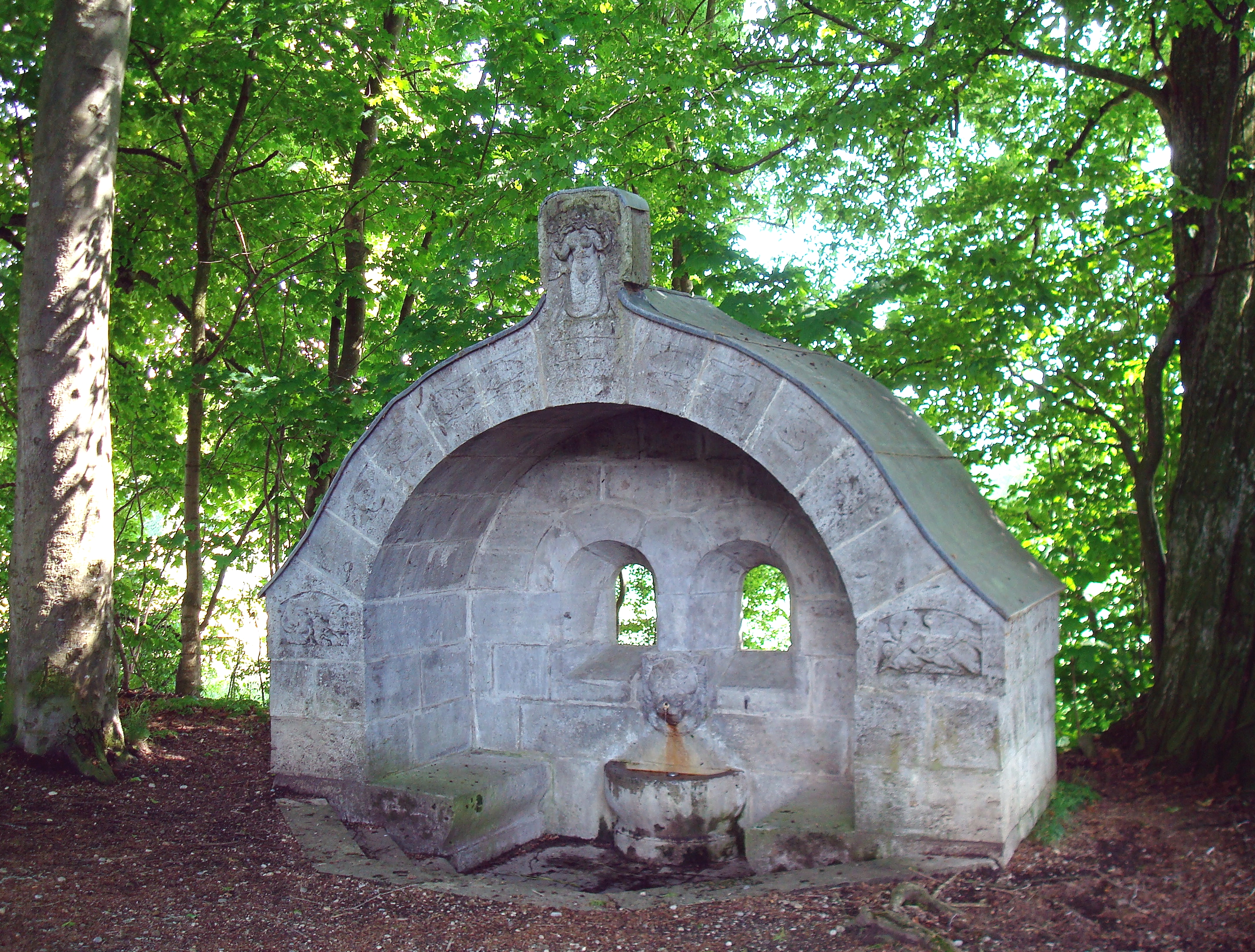
Brunnenhaus am Bismarckturm in Berg am Starnberger See, 1899
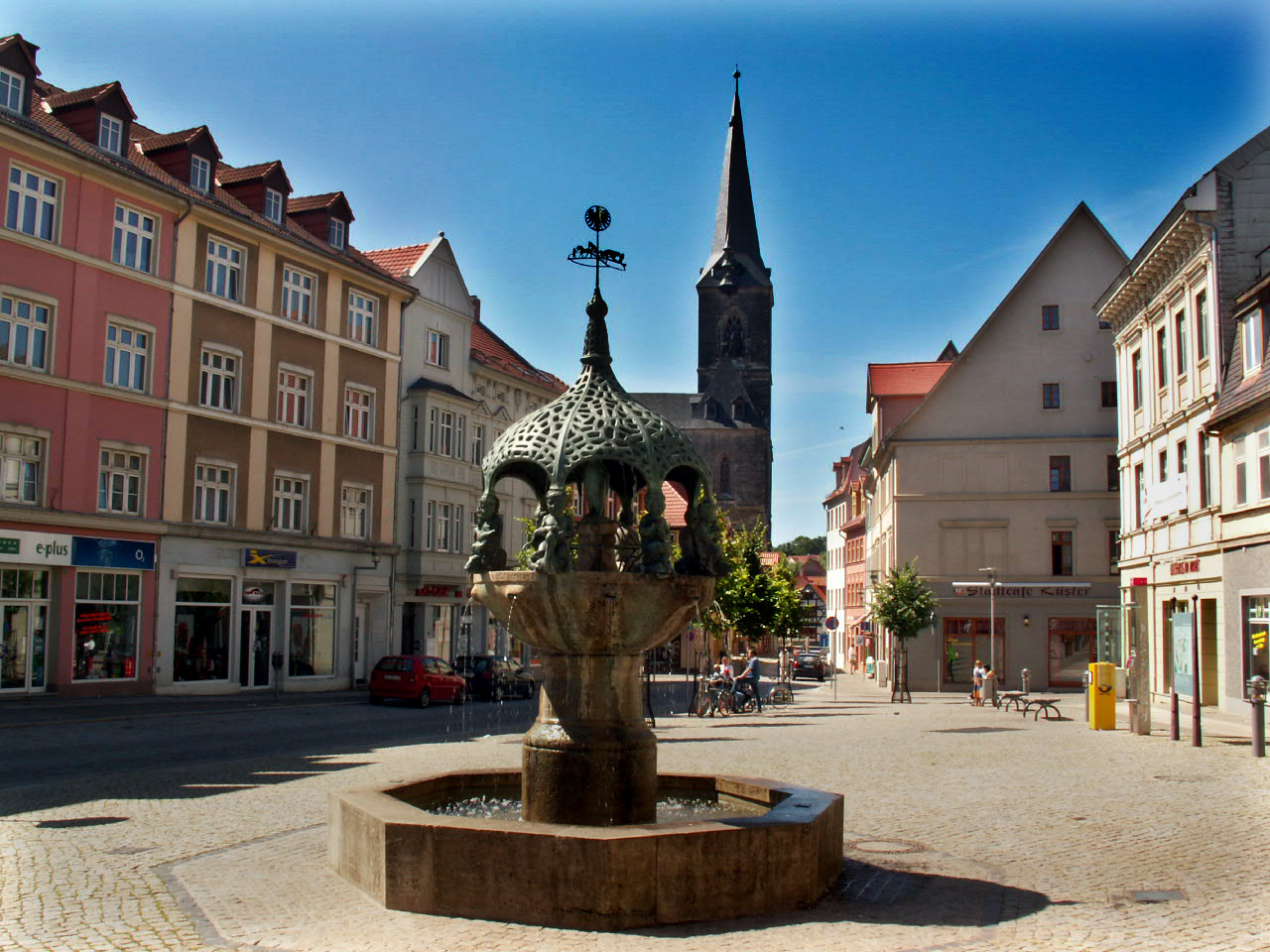
Hennebrunnen am Marktplatz in Aschersleben, 1906
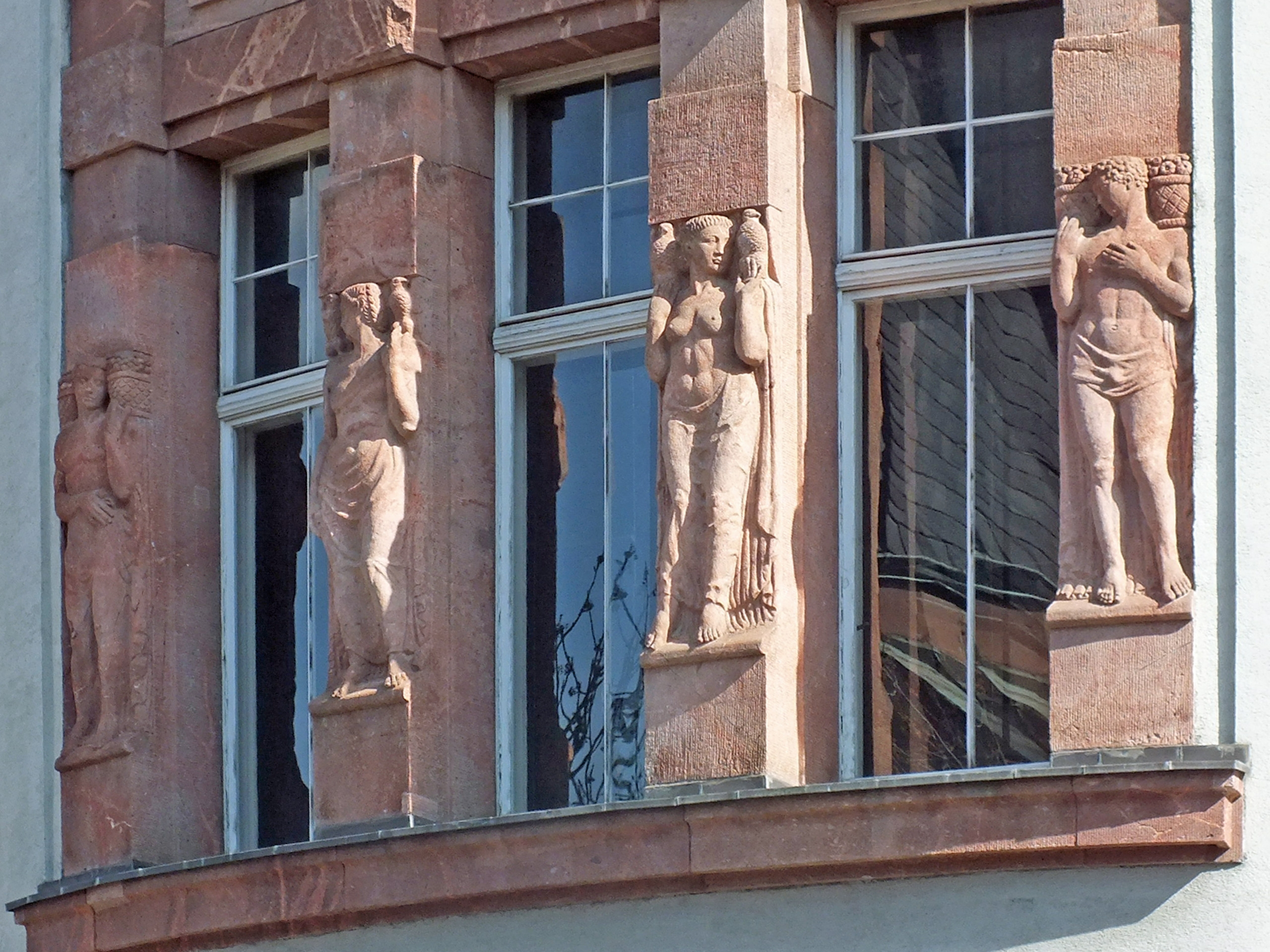
Bauplastik am Geschwister-Scholl-Haus in Leipzig, 1910
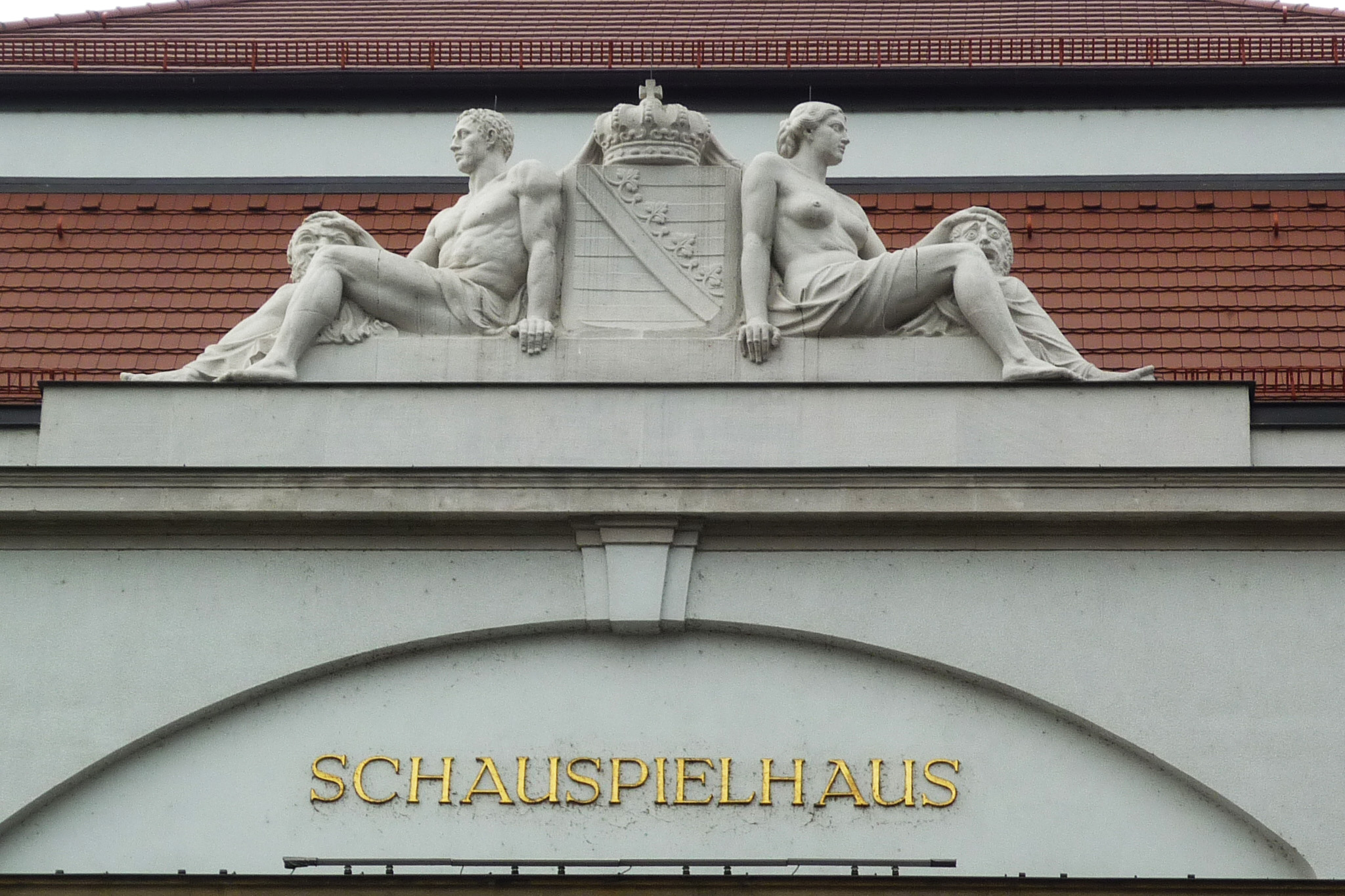
Skulpturengruppe am Schauspielhaus Dresden, 1913
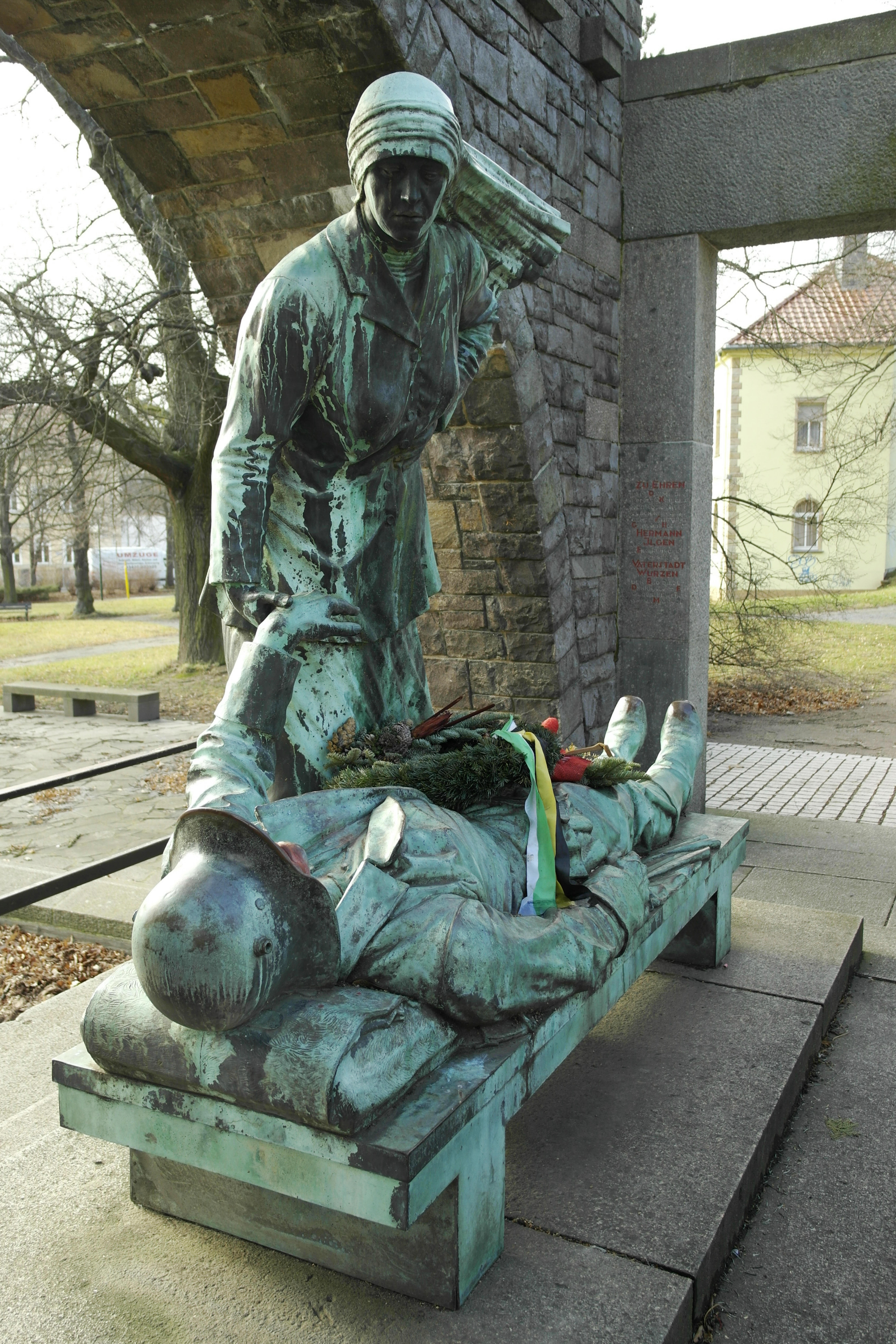
Ehrenmal am Alten Friedhof Wurzen, 1930
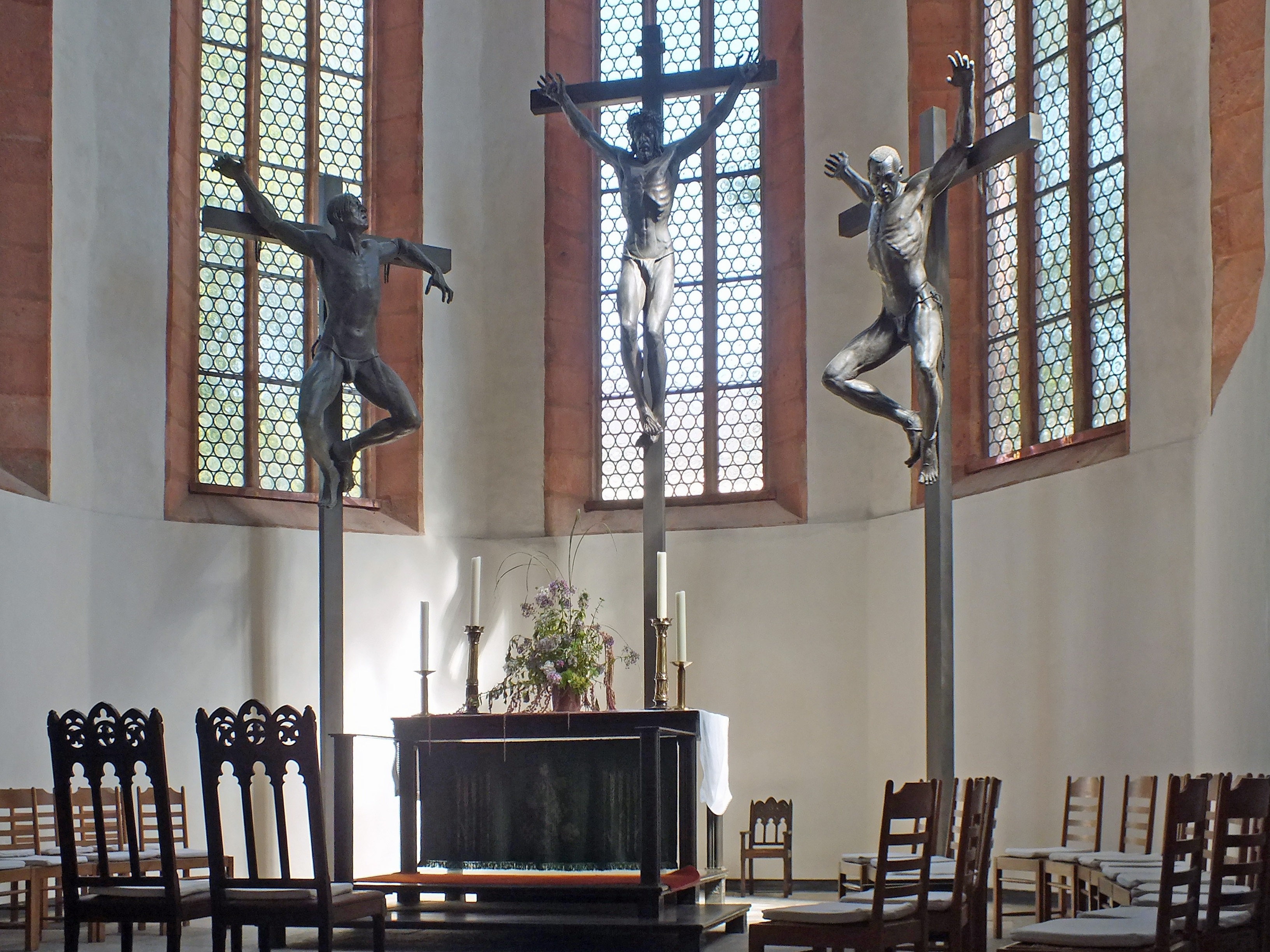
Kreuzigungsgruppe im Dom zu Wurzen, 1932
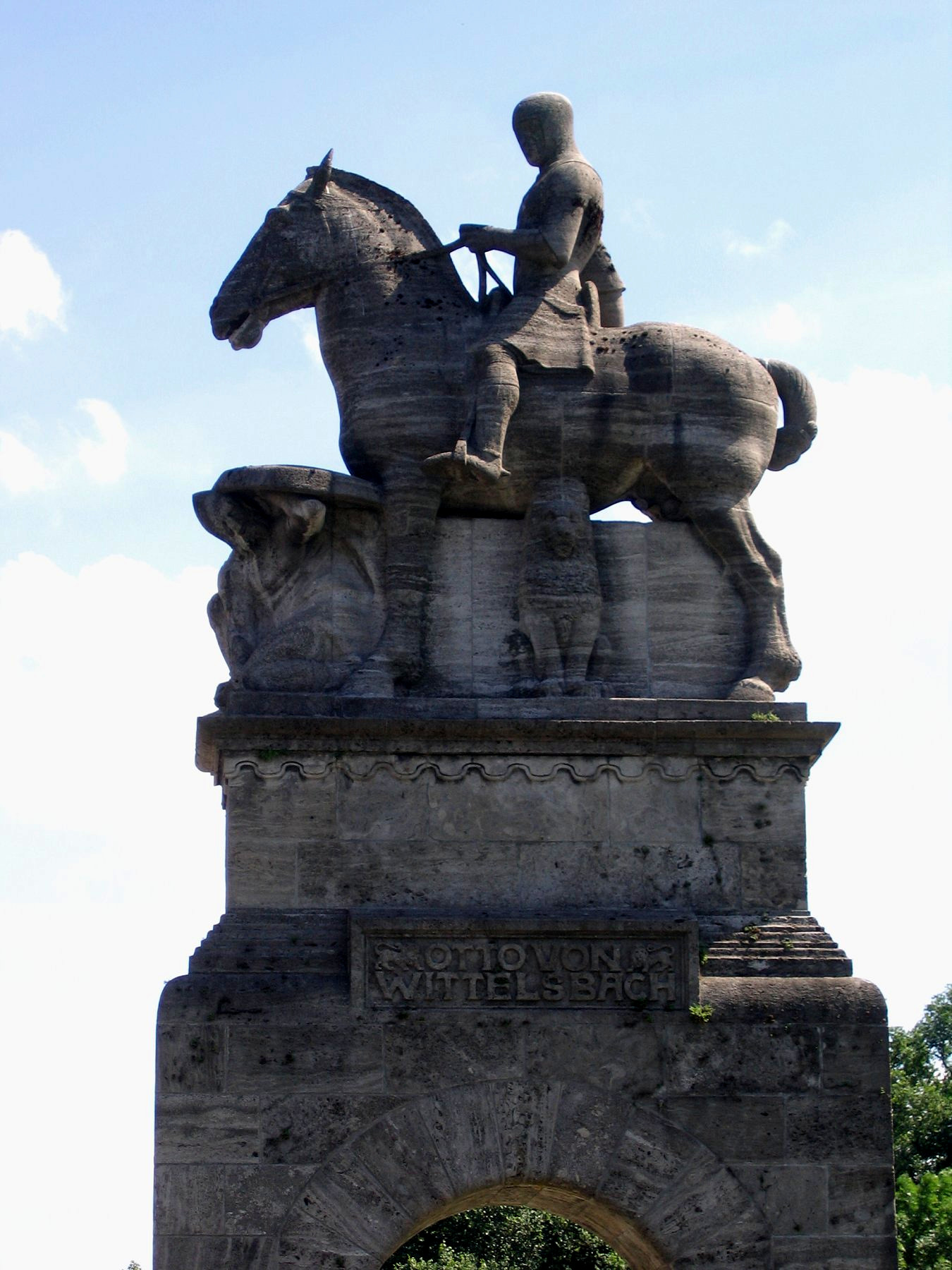
Reiterstandbild Otto I. auf der Wittelsbacherbrücke in München, 1905
Diana auf der Hirschkuh, seit 1918 Stadtpark Hamburg

## Tätigkeit als Preisrichter (Auswahl)
- 1925: Fachpreisrichter im Hochhaus-Idenwettbewerb für das Geschäftshaus des Dresdner Anzeigers in Dresden am Johannesring (jetzt Ecke Dr.-Külz-Ring / Marienstraße / Dippoldiswalder Platz)[21]

## Ausstellung
- Der Bildhauer Georg Wrba 1872–1939 – Die Domausstattung in Wurzen und sein Wirken in Sachsen. Sonderausstellung im Dom St. Marien zu Wurzen, in der Städtischen Galerie am Markt und im Museum Wurzen, 4. November 2006 bis 18. März 2007[22]

## Varia

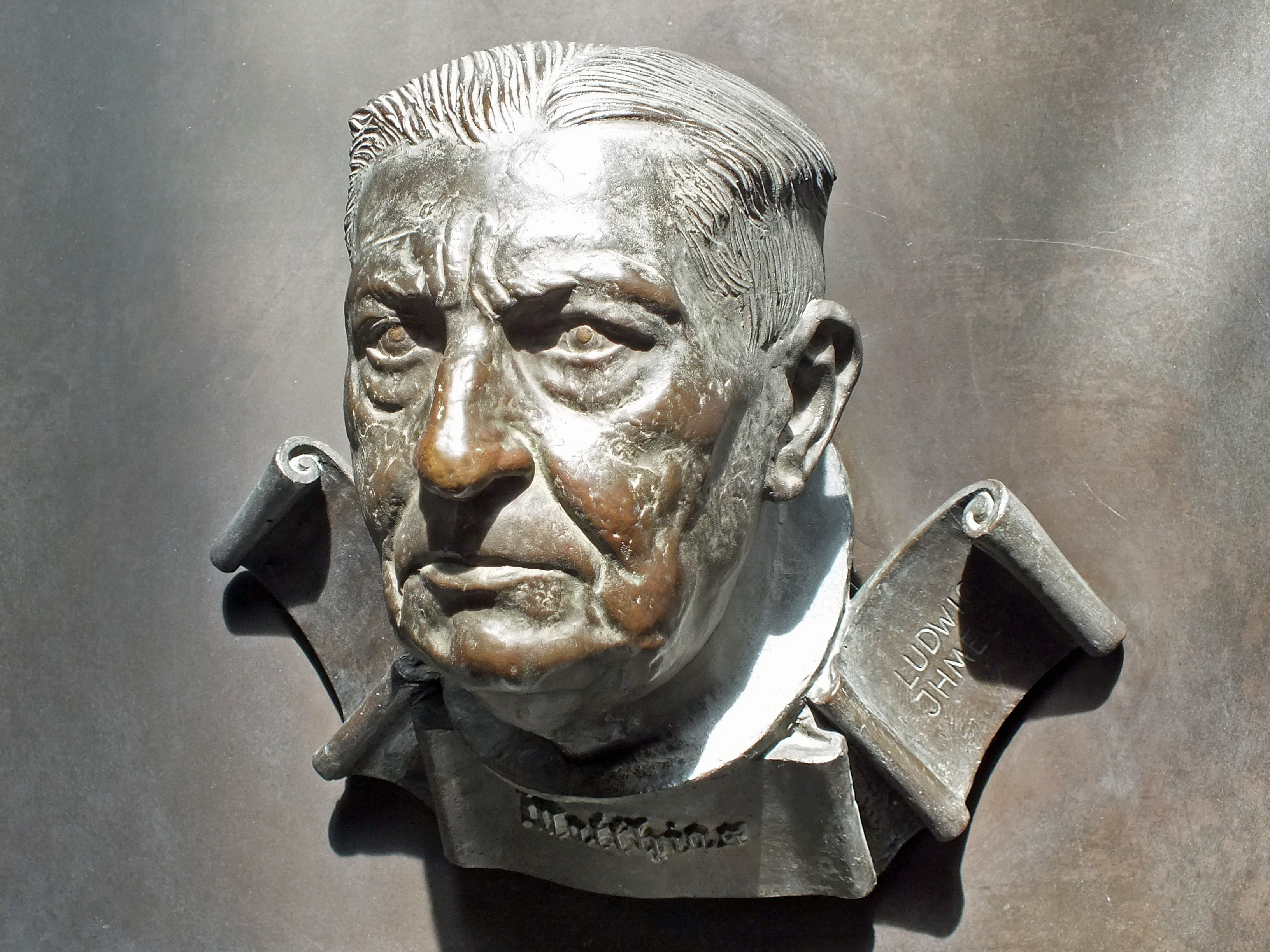
Ihmels als Matthias

Georg Hitl, Geschäftsführer des Carl Poellath Münz- und Prägewerk Schrobenhausen, bat 1903 deutsche Künstler ihre Medaillenmodelle  zur Verfügung zu stellen. Dem Aufruf folgten 13 Künstler wie Friedrich Wilhelm Hörnlein und Georg Wrba. 1906 schuf Wrba in einer Reihe von Künstlerbildnissen eine Bronzemedaille von Alfred Messel.
Hermann Ilgen war zu Beginn der 1930er Jahre Hauptstifter der Erneuerung des Doms zu Wurzen. Damals wurde für die umfangreiche Umgestaltung des Dom-Innenraumes 1931/1932 Georg Wrba gewonnen. Dieser schuf einen Zyklus spätexpressionistischer Bildwerke aus Bronzeguss, die bis heute die Ausstattung des Doms dominieren, darunter auch die bronzene Kanzel: Die Apostelköpfe an der Basis des Kanzelkorbes tragen die Gesichtszüge der damaligen Domherren – und auch die von Georg Wrba und dessen Sohn Hans Wrba. – Bezeichnenderweise befindet sich der Apostelkopf mit dem Gesicht von Georg Wrba in der toten Ecke der Kanzel (von vorn gesehen: links hinten) direkt an der Domwand und ist damit fast völlig verborgen (nur das Seitenprofil ist zu sehen), während das Gesicht von Sohn Hans vorn links an der Kanzel angebracht ist.